# Сево (река)
Сево, иначе Большая Вахмина — река на полуострове Камчатка в России. Протекает по территории Мильковского района. Длина реки — около 33 км.
Вытекает из озера Сево, расположенного на высоте 620 метров над уровнем моря к северу от горы Ветловой. От истока течёт на запад до выхода на равнину, там меняет направление на северное. Протекает по поросшей берёзовым лесом местности, затем входит в зону болот (начиная с урочища Кавычинского) и отклоняется к северо-востоку. Ширина реки в низовьях, чуть выше устья Белой, равна 26 метрам, глубина — 1,5 метра, скорость течения 1 м/с. Дно твёрдое. Впадает в реку Малая Вахмина справа на расстоянии 14 км от её устья.
По данным государственного водного реестра России относится к Анадыро-Колымскому бассейновому округу. Код водного объекта — 19070000112120000013352.

## Притоки
- правые: Малый Тальник, Большой Тальник, Валагина, Ветловая, Белая.
- левые: Подувальная[6].